# Maninho
Maninho (sinh ngày 30 tháng 3 năm 1991) là một cầu thủ bóng đá người Mozambique.

## Sự nghiệp quốc tế

### Bàn thắng quốc tế
Tỉ số và kết quả liệt kê bàn thắng của Mozambique trước.
| #  | Ngày                | Địa điểm                                                    | Đối thủ    | Tỉ số | Kết quả | Giải đấu                                     |
| -- | ------------------- | ----------------------------------------------------------- | ---------- | ----- | ------- | -------------------------------------------- |
| 1. | 8 tháng 10 năm 2011 | Sân vận động Machava, Maputo, Mozambique                    | Comoros    | 1–0   | 3–0     | Vòng loại CAN 2012                           |
| 2. | 8 tháng 9 năm 2013  | Sân vận động Rufaro, Harare, Zimbabwe                       | Zimbabwe   | 1–1   | 1–1     | Vòng loại World Cup 2014                     |
| 3. | 6 tháng 7 năm 2014  | Sân vận động Civo, Lilongwe, Malawi                         | Malawi     | 1–1   | 1–1     | Giao hữu                                     |
| 4. | 16 tháng 7 năm 2017 | Sân vận động Thành phố Mahamasina, Antananarivo, Madagascar | Madagascar | 2–2   | 2–2     | Vòng loại Giải vô địch bóng đá châu Phi 2018 |